# Федерація фінських технологічних галузей
Федерація фінських технологічних галузей, фін. Teknologiateollisuus, англ. The Federation of Finnish Technology Industries (FFTI)
Заснована під назвою Фінська Асоціація роботодавців металургійної промисловості 17 жовтня 1903 року. Спочатку організація була організацією роботодавців, але від ранніх років незалежності Фінляндії Асоціація також прагнула більшого політичного впливу в бізнесі, і в 1918 році реорганізована в Фінську асоціацію металургійної промисловості. Організації роботодавців і бізнесу, політичні організації об'єдналися в 1990 році в єдину Федерацію фінських галузей металевої, механічної та електричні промисловості. Назва була змінена у 1992 році і знову в 2003 році до її нинішнього вигляду.
Організація нараховує близько 1 200 компаній-членів, в тому числі 90% всіх фінських компаній в галузі інформаційних технологій. Члени асоціації виробляють близько половини обсягу фінської промисловості і близько 60% експорту.